# Alzenbach
Alzenbach (mundartlich: Alzemich) ist ein Kirchendorf in der Gemeinde Eitorf und direkt an der Sieg gelegen. Namensgebend ist der durchfließende Altebach. Alzenbach hat eine eigene Grundschule und mit dem Schützenhof das größte Hotel in der Gemeinde. Ehemals selbständige Ortsteile von Alzenbach sind Halfterfähre und Siegbrücke.

## Geschichte
1416 erscheint die Siedlung erstmals im Herkunftsnamen des Arnt von Alczenbach. 1555 war Alzenbach Honschaft im bergischen Amt Blankenberg. 1582 wurde die Kapelle der Kreuzauffindung als in schlechten Zustand befindlich beschrieben. 1819 wurde in Alzenbach eine Schule gebaut, die auch die Kinder aus den Siedlungen auf dem rechten Siegufer besuchen mussten.
1821 hatte der Ort 184 Bewohner. 1885 hatte Alzenbach 68 Wohngebäude und 297 Einwohner. 1925 waren hier 99 Haushalte verzeichnet, darunter die drei Lehrer Anton Breuer, Karl Küster und Otilie Antonie der hiesigen Schule sowie der Wirt Phillip Stommel.

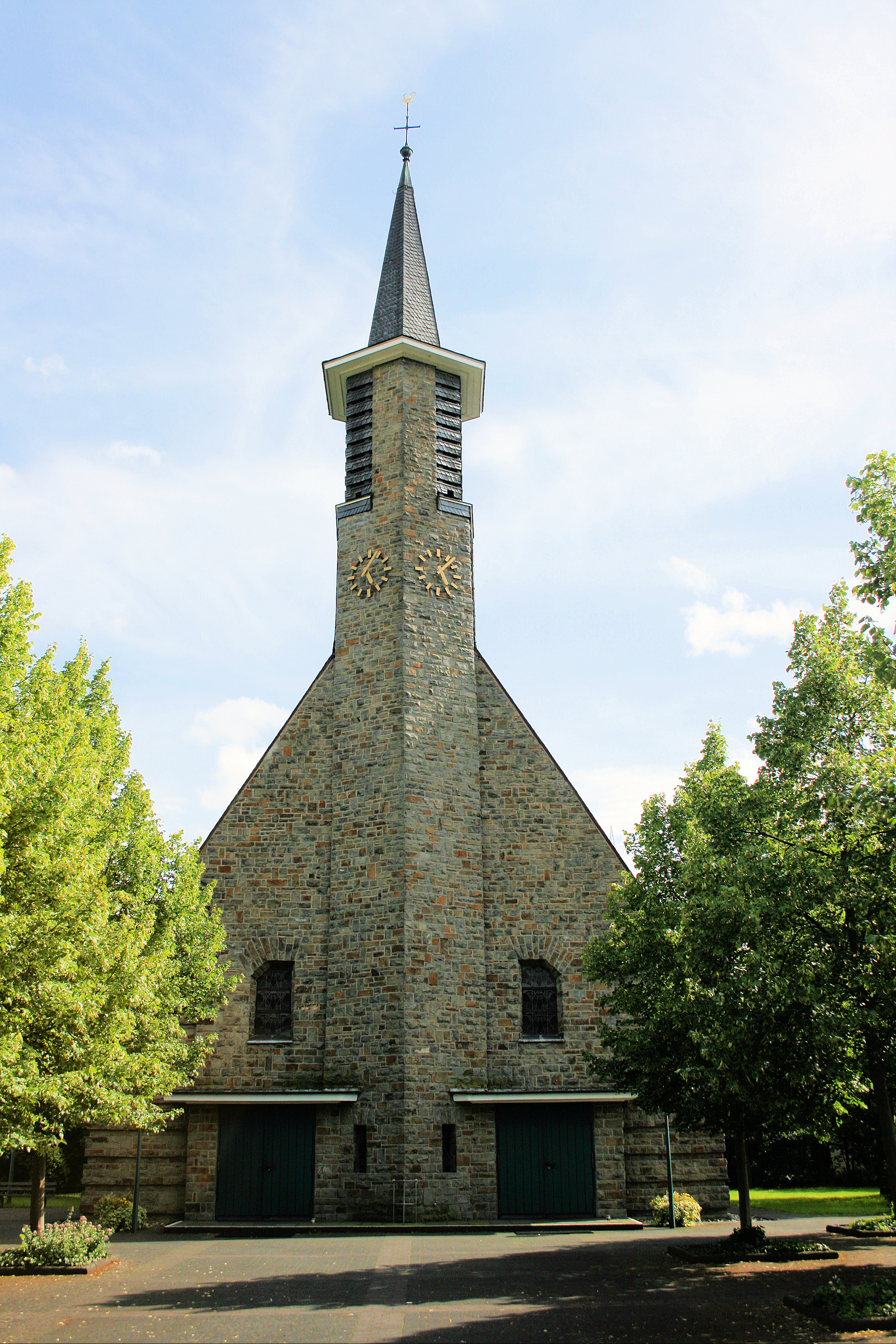
Die Alzenbacher Kirche St. Petrus Canisius

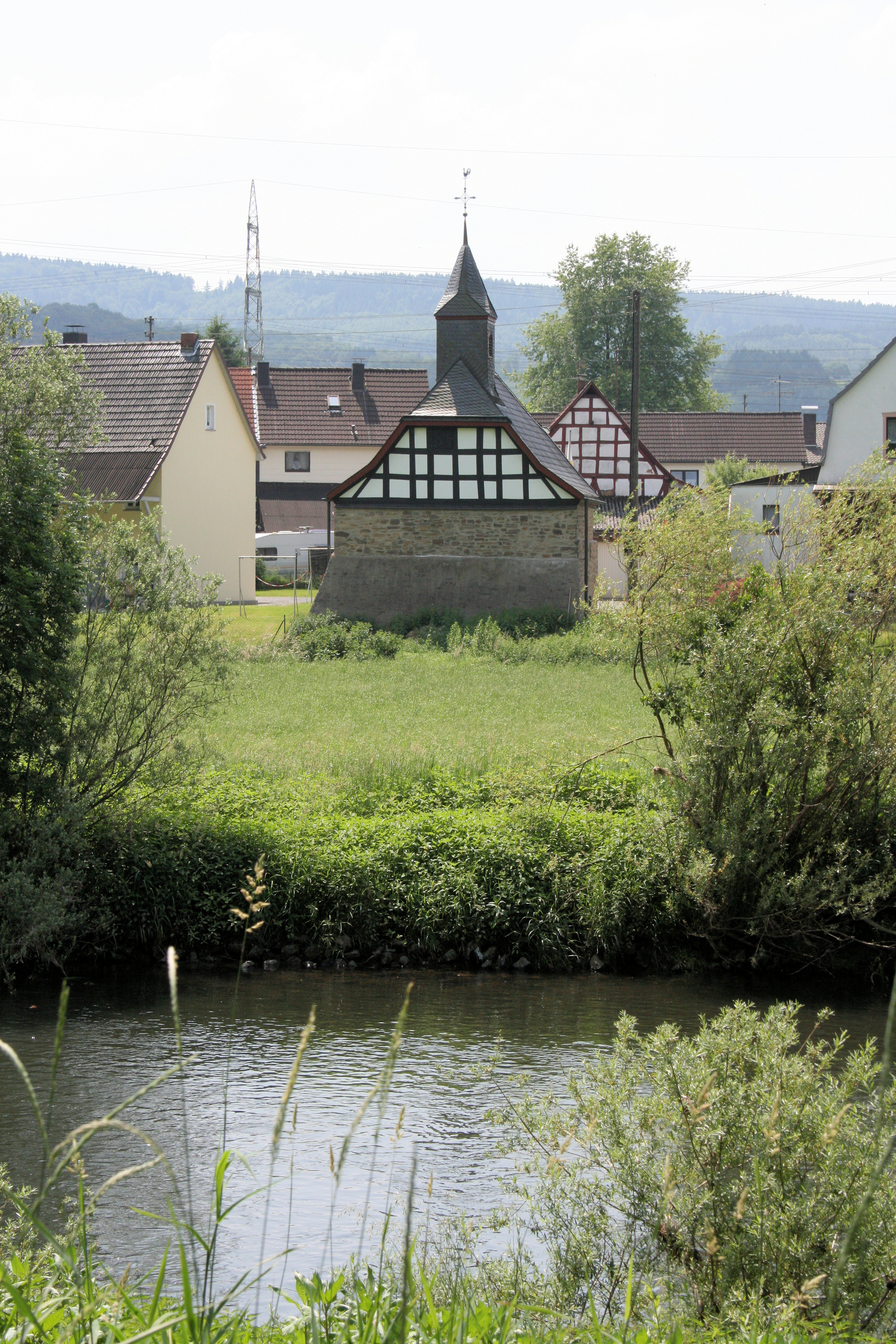
Die Kapelle in Alzenbach

## Religion
Die Pfarrkirche ist ein neuzeitlicher Bau. 1909 wurde ein Kapellenverein gegründet, der für den Bau sammelte. Es wurden zwei Grundstücke gestiftet und ein Betrag gesammelt, der dem heutigen Wert von 40.000 Euro entspricht, der aber durch die Inflation nach dem Ersten Weltkrieg aufgezehrt wurde. 1924 konnte trotzdem der Bau eines Pfarrhauses begonnen und im Folgejahr beendet werden. Im Juni 1926 folgte der Baubeginn für die Kirche. Die Steine wurden mit Pferdefuhrwerken aus dem Steinbruch Unkelmühle herangeschafft. Am 3. April 1927 wurde die neue Kirche St. Petrus Canisius von Dechant Lapp eingesegnet, der endgültige Abschluss der Bauarbeiten zog sich aber noch bis 1930 hin.
Die drei Glocken wurden am 1. Mai 1927 nach Alzenbach gebracht und geweiht. 1942 mussten die beiden großen Glocken kriegsbedingt abgegeben werden. Auf der größten stand als Inschrift: Canisius bin ich genannt und rufe laut ins Siegerland(,) steht fest im Glauben allezeit(,) vergeßt nicht die Ewigkeit.
1953 wurde das Pfarrrektorat Alzenbach selbstständige Pfarre. Die Kirche wurde 1961 bis 1966 renoviert. Dabei wurde auch ein freistehender Altar eingebaut, wodurch die Kirche am 17. Dezember 1966 geweiht werden konnte. Bei der Zeremonie durch Weihbischof Augustinus Frotz wurden auch Reliquien vom heiligen Gereon von Köln, von Ursula von Köln und von Gabriel von Ferrara beigesetzt.
Außer der heutigen Pfarrkirche gibt es noch das Kapellchen Im Auel im ehemals selbstständigen Ortsteil Halfterfähre und die Kreuzkapelle im Ortskern. Die dortige Kapelle wurde schon 1582 als zerfallen beschrieben, was für ein bereits hohes Alter spricht.